# ایرانا اسپرانتیستو
ایرانا اسپرانتیستو یا اسپرانتیست ایرانی (به اسپرانتو: Irana Esperantisto) یک مجله فرهنگی مستقل به زبان اسپرانتو و فارسی است که به‌طور سه ماهانه در تهران نشر و به‌توزیع بین‌المللی می‌رسد. عنوان فارسی این مجله پیام سبزاندیشان می‌باشد.
این مجله که به همت محمدرضا ترابی و با مدیر مسئولی فریبا نوری مجد راه‌اندازی گردید نخستین مجله اسپرانتوزبان در خاورمیانه محسوب می‌شود. برخی از مقالات این مجله بعدها توسط مجلات معتبر دیگری از قبیل نیوزویک مورد استفاده قرار گرفته‌است. اسپرانتیست ایرانی در حال حاضر به صورت وابسته به انجمن اسپرانتوی ایران فعالیت می‌کند.